# Strumigenys interfectiva
Strumigenys interfectiva är en myrart som beskrevs av John E. Lattke och William Goitia 1997. Strumigenys interfectiva ingår i släktet Strumigenys och familjen myror. Inga underarter finns listade i Catalogue of Life.

## Bildgalleri

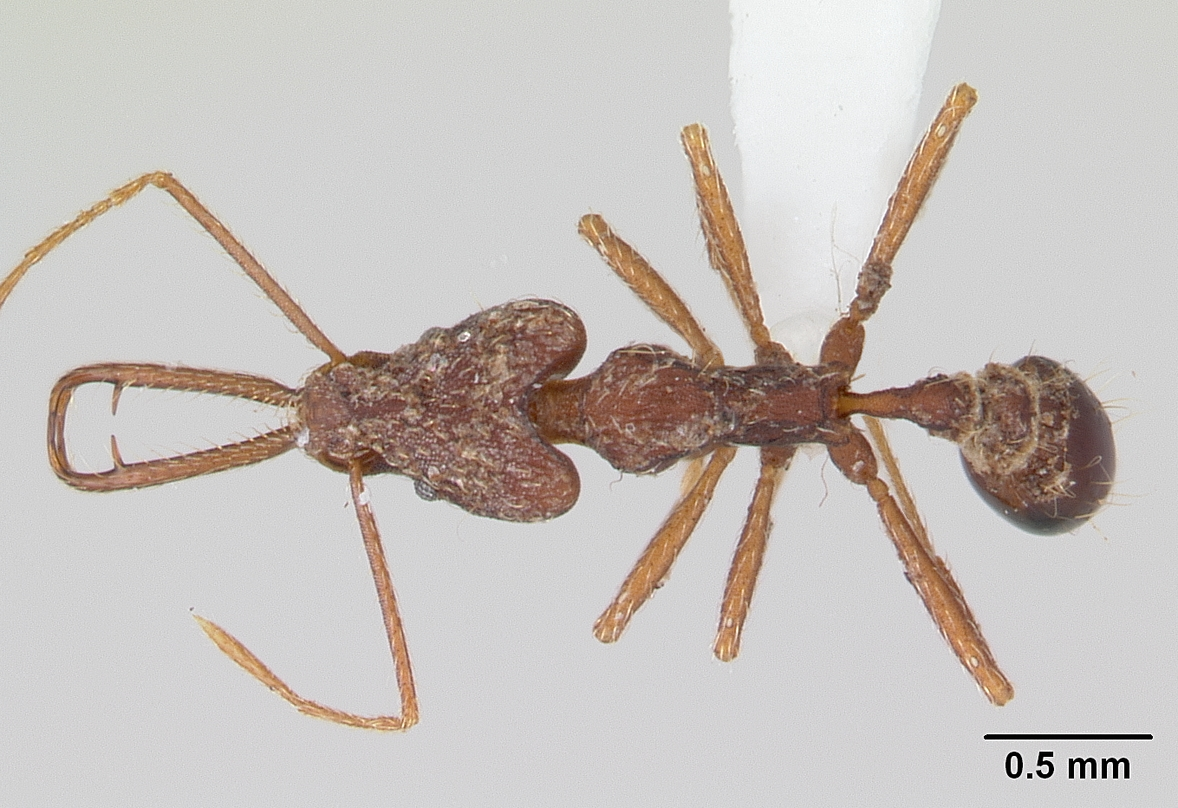
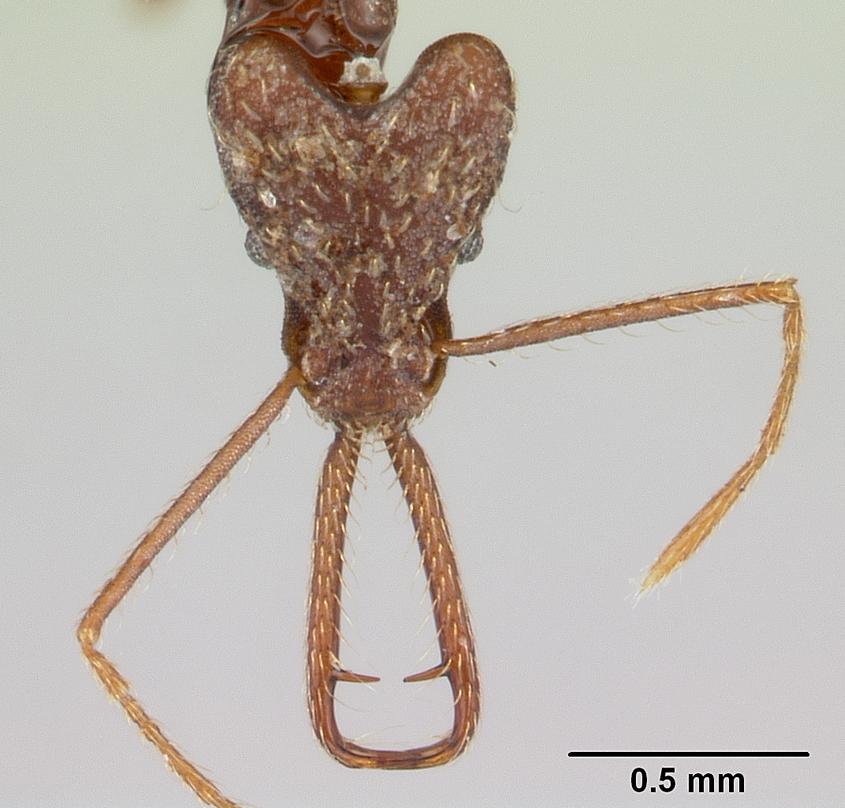
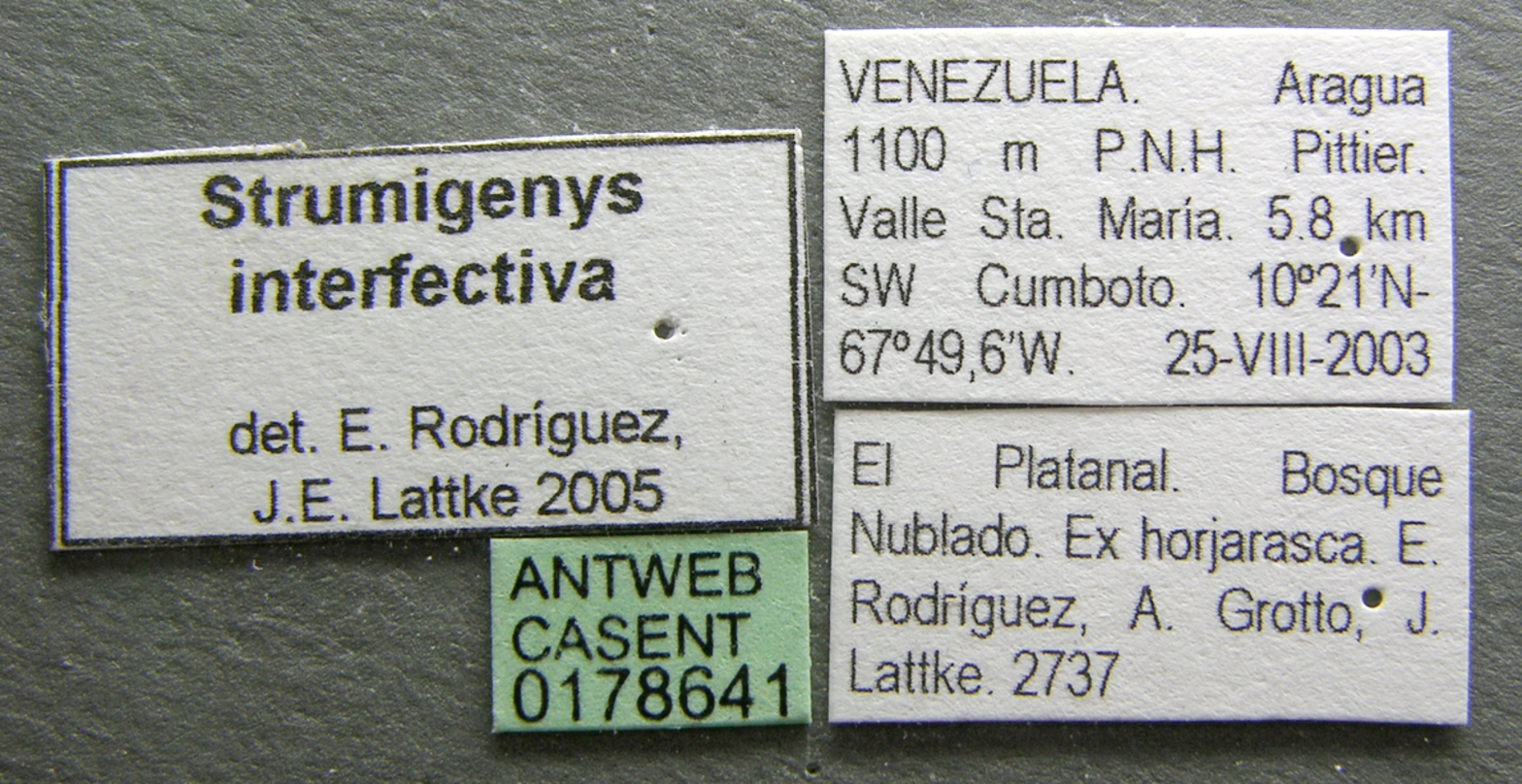
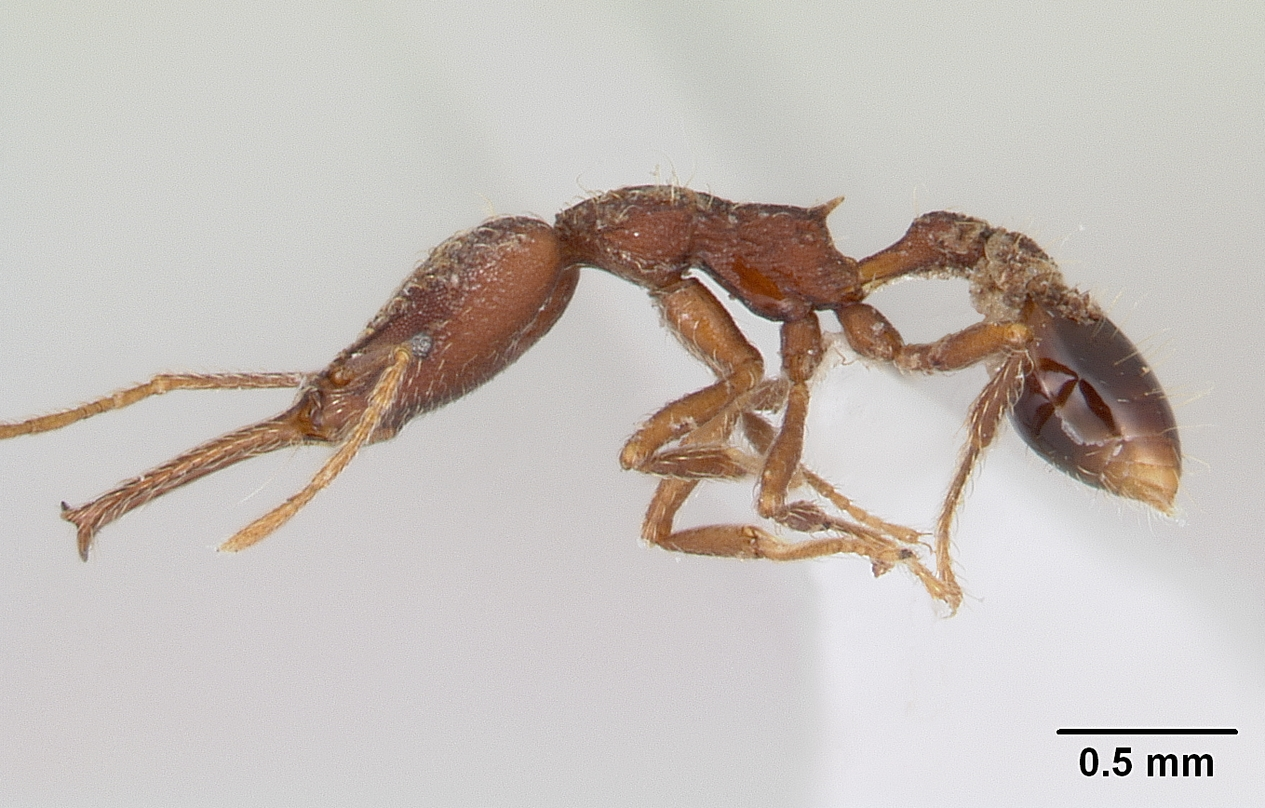